# Renzo Pegoraro
Renzo Pegoraro (ur. 4 czerwca 1959 w Padwie) – włoski duchowny rzymskokatolicki, przewodniczący Papieskiej Akademii Życia od 2025.

## Życiorys
Święcenia kapłańskie otrzymał 11 czerwca 1989 i został inkardynowany do diecezji Padwy.
27 maja 2025 papież Leon XIV mianował go przewodniczącym Papieskiej Akademii Życia.